# Gardi Tamás
Gardi Tamás (Barcs, 1961. április 20. –) magyar színművész.

## Életpályája
A kaposvári Munkácsy Mihály Gimnáziumban érettségizett. 1983–1986 között a Színház- és Filmművészeti Főiskola hallgatója volt, Kazán István osztályában. 1986–1988 között a győri Kisfaludy Színházban játszott. Főleg szinkronizálással foglalkozik.

## Színházi szerepeiből
- William Shakespeare: Sok hűhó semmiért.... Hírnök
- Valeri Petrov: Tengerkék.... Tamás és Tengeri macska
- Giulio Scarnacci – Renzo Tarabusi: Kaviár és lencse.... Roberto
- Pjotr Iljics  Csajkovszkij: A diadalmas asszony.... Szergejev
- Siposhegyi Péter – Hajdu Sándor: Szevasz, tavasz!.... Maki
- Oscar Wilde: Bunbury.... A tiszteletes
- Ábrahám Pál: Hawaii rózsája.... Caluna
- Kálmán Imre: A cigányprímás.... Etikett márki

## Filmes és televíziós szerepei
- Barátok közt (2001) ...Korányi Ádám

## Rajzfilmes szinkronszerepei
- Babi kávézója – Mr. Denburrow